# Rádióamatőr vizsga
Amatőrállomás üzemben tartásához rádióamatőr engedély szükséges. Önállóan az a személy forgalmazhat, aki rendelkezik amatőr engedéllyel. A rádióamatőr engedély megszerzésének feltétele az hogy a hatóság előtt sikeres rádióamatőr vizsgát kell tenni.
Mind a vizsga menete, mind a vizsga tárgykörei rendeletben rögzítve vannak.

## Törvényi rendelkezések[1]
5. § (1) *  A rádióamatőr vizsga a hatóság előtt tett vizsga, amelynek az alábbi fokozatai vannak a következő fokozatokban tehető:
- a) Kezdőfokozat,
- b) Alapfokozat, vagy
- c) a harmonizált rádióamatőr vizsgabizonyítványról szóló CEPT T/R 61-02 Ajánlásnak megfelelő (a továbbiakban: HAREC) fokozat.

(2) *  Minden olyan természetes személy, aki:
- a) a 14. évét még nem töltötte be, de vizsgára jelentkezését a rádióamatőrök nemzeti képviseleti és érdekvédelmi szervezete támogatja, Kezdő fokozatú;
- b) a 14. évét betöltötte és a 16. évét nem töltötte be, Kezdő, Alap és HAREC fokozatú;
- c) a 16. évét betöltötte és a 60. évét nem töltötte be, Alap és HAREC fokozatú;
- d) a 60. évét betöltötte, Kezdő, Alap és HAREC fokozatú rádióamatőr vizsgát tehet.

(3) Önállóan, vagy bármely fokozatú vizsga keretében morze vizsga is tehető.
(4) A rádióamatőr vizsga tárgyköreit az 1. melléklet tartalmazza.
(5) A vizsgázónak a sikeres vizsgához minden tárgykörből a követelmények legalább 75%-át teljesítenie kell. A vizsgabizottság a vizsga végén tájékoztatást ad a vizsgázónak az elért eredményéről.
(6) Aki a vizsgán legfeljebb egy tárgykörből nem felelt meg, abból a tárgykörből pótvizsgát tehet egy éven belül. Morze vizsgából pótvizsga nem, csak ismételt vizsga tehető.
(7) A vizsgabizottság tagjait a hatóság kéri fel.
(8) A vizsgabizottság tagja 25. évét betöltött személy lehet, és legalább egy tagnak CEPT fokozatú amatőr engedéllyel kell rendelkeznie. A vizsgabizottság legalább 3 főből áll, amelyből egy tagot a rádióamatőrök nemzeti képviseleti és érdekvédelmi szervezete delegálhat. Ilyen szervezetnek az a társadalmi szervezet tekintendő, amely tagja a rádióamatőrök nemzetközi képviseleti és érdekvédelmi szervezetének, a Nemzetközi Rádióamatőr Egyesületnek (International Amateur Radio Union, a továbbiakban: IARU).
6. § (1) A rádióamatőr vizsgára a 2. melléklet szerinti kitöltött űrlap megküldésével kell jelentkezni a hatóságnál. A kitöltött űrlap a hatóságnak elektronikus úton is megküldhető.
(2) A vizsga idejét és helyét a hatóság a jelentkezések figyelembe vételével határozza meg.
(3) Ha a jelentkező a vele közölt vizsgaidőpont elhalasztását kéri, vagy a vizsgán nem jelent meg, de távolmaradását a vizsga időpontjától számított nyolc napon belül kimentette, egy éven belül, egy alkalommal kérheti újabb vizsgaidőpont kitűzését a vizsgadíj ismételt megfizetésének kötelezettsége nélkül.
(4) A vizsgáztatási eljárásért a hatóság részére a Nemzeti Média- és Hírközlési Hatóság egyes eljárásainak igazgatási szolgáltatási díjairól és a díjfizetés módjáról szóló NMHH rendeletben meghatározott vizsgáztatási igazgatási szolgáltatási díjat kell fizetni.
7. § (1) Sikeres vizsga esetén a hatóság a vizsga fajtájától és fokozatától függően a 3., 4., 5. vagy 6. melléklet szerinti vizsgabizonyítványt állítja ki.
(2) Az Alap fokozatú vizsga tekintetében teljesül a CEPT ERC 32. Jelentése a Novice rádióamatőr vizsga tárgyköreiről, valamint a CEPT és nem-CEPT országokban kiadott Novice rádióamatőr vizsgabizonyítványról.
(3) A HAREC fokozatú vizsga tekintetében teljesül a CEPT T/R 61-02 Ajánlása a harmonizált rádióamatőr vizsgabizonyítványról.

## Alap és HAREC fokozat általános követelményei[2]
| Alapfogalmak | Alapfogalmak | Vizsgafokozat szerinti követelmény | Vizsgafokozat szerinti követelmény |
| Alapfogalmak | Alapfogalmak | A (Alap)                           | B (HAREC)                          |
| ------------ | --- | ---------------------------------- | ---------------------------------- |
| 1.           | A hivatkozott mennyiségek mértékegységei, valamint azok általánosan használt többszörösei és törtrészei SI-Prefixumok | X                                  | X                                  |
| 2.           | Az összetett szimbólumok használata                                                                                   | X                                  | X                                  |
| 3.           | Matematikai fogalmak és műveletek:                                                                                    |                                    |                                    |
| 3.           | számtani alapműveletek (összeadás, kivonás, szorzás, osztás)                                                          | X                                  | X                                  |
| 3.           | törtek |                                    | X                                  |
| 3.           | tíz hatványai, kitevős mennyiségek, logaritmusok                                                                      |                                    | X                                  |
| 3.           | négyzetre emelés, négyzetgyökvonás                                                                                    |                                    | X                                  |
| 3.           | inverz értékek |                                    | X                                  |
| 3.           | lineáris és nemlineáris diagramok értelmezése                                                                         |                                    | X                                  |
| 3.           | bináris számrendszer                                                                                                  |                                    | X                                  |
| 4.           | A képletek alkalmazása és azok átalakítása                                                                            |                                    | X                                  |

## I. Műszaki tárgykör
| 1. Villamosság-, elektromágnesség- és rádió-elmélet | 1. Villamosság-, elektromágnesség- és rádió-elmélet                                                                                | Vizsgafokozat szerinti követelmény | Vizsgafokozat szerinti követelmény |
| 1. Villamosság-, elektromágnesség- és rádió-elmélet | 1. Villamosság-, elektromágnesség- és rádió-elmélet                                                                                | A (Alap)                           | B (HAREC)                          |
| 1.1.                                                | Vezetőképesség: | Vezetőképesség:                    | Vezetőképesség:                    |
| --------------------------------------------------- | --- | ---------------------------------- | ---------------------------------- |
| 1.1.                                                | vezető, félvezető, szigetelő |                                    | X                                  |
| 1.1.                                                | áram, feszültség, ellenállás |                                    | X                                  |
| 1.1.                                                | áramerősség, feszültség és ellenállás mértékegységei                                                                               | X                                  | X                                  |
| 1.1.                                                | Ohm-törvény | X                                  | X                                  |
| 1.1.                                                | Kirchhoff-törvények |                                    | X                                  |
| 1.1.                                                | villamos teljesítmény | X                                  | X                                  |
| 1.1.                                                | teljesítmény mértékegységei | X                                  | X                                  |
| 1.1.                                                | villamos energia |                                    | X                                  |
| 1.2.                                                | Áramforrások: | Áramforrások:                      | Áramforrások:                      |
| 1.2.                                                | telepek: akkumulátor, szárazelem és tápegységek                                                                                    |                                    | X                                  |
| 1.2.                                                | feszültségforrás, forrásfeszültség, rövidzárási áram, belső ellenállás, kapocsfeszültség                                           |                                    | X                                  |
| 1.2.                                                | feszültségforrások soros kapcsolása, feszültségforrások párhuzamos kapcsolása                                                      |                                    | X                                  |
| 1.3.                                                | Villamos tér: | Villamos tér:                      | Villamos tér:                      |
| 1.3.                                                | villamos térerősség |                                    | X                                  |
| 1.3.                                                | térerősség mértékegysége (Volt/méter)                                                                                              |                                    | X                                  |
| 1.3.                                                | villamos terek árnyékolása |                                    | X                                  |
| 1.4.                                                | Mágneses tér: | Mágneses tér:                      | Mágneses tér:                      |
| 1.4.                                                | áramvezető körül kialakuló mágneses tér, Mágneses térerősség                                                                       |                                    | X                                  |
| 1.4.                                                | mágneses terek árnyékolása |                                    | X                                  |
| 1.5.                                                | Elektromágneses tér: | Elektromágneses tér:               | Elektromágneses tér:               |
| 1.5.                                                | rádióhullámok mint elektromágneses hullámok                                                                                        |                                    | X                                  |
| 1.5.                                                | terjedési sebesség, frekvencia, hullámhossz összefüggése                                                                           | X                                  | X                                  |
| 1.5.                                                | polarizáció |                                    | X                                  |
| 1.6.                                                | Szinuszos jelek: | Szinuszos jelek:                   | Szinuszos jelek:                   |
| 1.6.                                                | grafikus ábrázolása az idő függvényében                                                                                            | X                                  | X                                  |
| 1.6.                                                | pillanatérték, amplitúdó, effektív érték, átlagérték                                                                               |                                    | X                                  |
| 1.6.                                                | periódus, periódusidő |                                    | X                                  |
| 1.6.                                                | frekvencia |                                    | X                                  |
| 1.6.                                                | frekvencia mértékegysége | X                                  | X                                  |
| 1.6.                                                | fázis, fáziskülönbség |                                    | X                                  |
| 1.7.                                                | Nem-szinuszos jelek: | Nem-szinuszos jelek:               | Nem-szinuszos jelek:               |
| 1.7.                                                | hangfrekvenciás jelek |                                    | X                                  |
| 1.7.                                                | digitális jelek, négyszögjel |                                    | X                                  |
| 1.7.                                                | grafikus ábrázolás az idő függvényében                                                                                             | X                                  | X                                  |
| 1.7.                                                | egyenfeszültségű komponens, alaphullám, magasabb harmonikusok                                                                      |                                    | X                                  |
| 1.7.                                                | zajok (vevő termikus zaja, sávzaj, zajsűrűség, vevő hasznos sávszélességébe eső zajteljesítmény)                                   |                                    | X                                  |
| 1.8.                                                | Modulált jelek: | Modulált jelek:                    | Modulált jelek:                    |
| 1.8.                                                | modulációk típusai, előnyeik, hátrányaik                                                                                           | X                                  | X                                  |
| 1.8.                                                | modulálatlan vivőhullám (CW) | X                                  | X                                  |
| 1.8.                                                | amplitúdómoduláció (AM) | X                                  | X                                  |
| 1.8.                                                | frekvenciamoduláció (FM) és egyoldalsávos amplitúdómoduláció (SSB)                                                                 | X                                  | X                                  |
| 1.8.                                                | fázismoduláció | X                                  | X                                  |
| 1.8.                                                | modulációs löket és modulációs index                                                                                               |                                    | X                                  |
| 1.8.                                                | vivő, oldalsávok, sávszélesség | X                                  | X                                  |
| 1.8.                                                | CW, AM, SSB és FM jelek hullámalakjai                                                                                              |                                    | X                                  |
| 1.8.                                                | CW, AM és SSB jelek spektruma |                                    | X                                  |
| 1.8.                                                | digitális modulációk: FSK, BPSK, QPSK, QAM                                                                                         |                                    | X                                  |
| 1.8.                                                | digitális modulációk: bitsebesség, karaktersebesség (Baud-ráta) és sávszélesség                                                    |                                    | X                                  |
| 1.9.                                                | Teljesítmény és energia: | Teljesítmény és energia:           | Teljesítmény és energia:           |
| 1.9.                                                | szinuszos jelek teljesítménye | X                                  | X                                  |
| 1.9.                                                | a következő dB értékekhez tartozó teljesítményarányok: 0 dB, 3 dB, 6 dB, 10 dB, 20 dB (mind pozitív, mind negatív értékeik esetén) |                                    | X                                  |
| 1.9.                                                | egymás után kapcsolt erősítők vagy csillapítók bemeneti és kimeneti teljesítmény arányai dB-ben                                    |                                    | X                                  |
| 1.9.                                                | illesztés és annak fajtái |                                    | X                                  |
| 1.9.                                                | be- és kimeneti teljesítmény és a hatásfok közötti összefüggés                                                                     | X                                  | X                                  |
| 1.9.                                                | csúcs burkoló teljesítmény (PEP)                                                                                                   |                                    | X                                  |
| 1.10.                                               | Digitális jelfeldolgozás: | Digitális jelfeldolgozás:          | Digitális jelfeldolgozás:          |
| 1.10.                                               | mintavételezés és kvantálás |                                    | X                                  |
| 1.10.                                               | legkisebb mintavételi frekvencia (Nyquist frekvencia)                                                                              |                                    | X                                  |
| 1.10.                                               | kiegyenlítő (anti aliasing) szűrés, visszaállító szűrés                                                                            |                                    | X                                  |
| 1.10.                                               | analóg-digitális/digitál-analóg konvertálás (ADC/DAC) (Digitális jelfeldolgozás)                                                   |                                    | X                                  |

| 2. Alkatrészek | 2. Alkatrészek | Vizsgafokozat szerinti követelmény | Vizsgafokozat szerinti követelmény |
| 2. Alkatrészek | 2. Alkatrészek | A (Alap)                           | B (HAREC)                          |
| 2.1.           | Ellenállás: | Ellenállás:                        | Ellenállás:                        |
| -------------- | --- | ---------------------------------- | ---------------------------------- |
| 2.1.           | ellenállás fogalma (elektromos ellenállás) |                                    | X                                  |
| 2.1.           | ellenállás mértékegysége (elektromos ellenállás) | X                                  | X                                  |
| 2.1.           | áram-feszültség karakterisztika |                                    | X                                  |
| 2.1.           | teljesítmény-disszipáció |                                    | X                                  |
| 2.1.           | ellenállások soros és párhuzamos kapcsolása | X                                  | X                                  |
| 2.2.           | Kondenzátor: | Kondenzátor:                       | Kondenzátor:                       |
| 2.2.           | kapacitás fogalma (elektromos kapacitás) |                                    | X                                  |
| 2.2.           | kapacitás mértékegysége | X                                  | X                                  |
| 2.2.           | kapacitás összefüggése a méretekkel és a dielektrikummal                                                                                              |                                    | X                                  |
| 2.2.           | reaktancia |                                    | X                                  |
| 2.2.           | feszültség és áram közötti fázisviszonyok |                                    | X                                  |
| 2.2.           | kondenzátorok jellemzői, fix és változtatható kapacitású kondenzátor (lég-, csillám-, kerámia-, műanyag szigetelésű- és elektrolitikus kondenzátorok) |                                    | X                                  |
| 2.2.           | kondenzátorok soros és párhuzamos kapcsolása | X                                  | X                                  |
| 2.3.           | Induktivitás: | Induktivitás:                      | Induktivitás:                      |
| 2.3.           | önindukciós tényező |                                    | X                                  |
| 2.3.           | induktivitás mértékegysége | X                                  | X                                  |
| 2.3.           | menetszám, az átmérő, a hossz és a mag anyagának hatása az induktivitásra                                                                             |                                    | X                                  |
| 2.3.           | reaktancia |                                    | X                                  |
| 2.3.           | feszültség és áram közötti fázisviszonyok |                                    | X                                  |
| 2.3.           | jósági tényező |                                    | X                                  |
| 2.4.           | Transzformátor: | Transzformátor:                    | Transzformátor:                    |
| 2.4.           | ideális transzformátor |                                    | X                                  |
| 2.4.           | összefüggések a menetszám-arány és a feszültség-, áram-, és impedancia arány között                                                                   |                                    | X                                  |
| 2.4.           | transzformátor típusok, alkalmazások |                                    | X                                  |
| 2.5.           | Dióda: | Dióda:                             | Dióda:                             |
| 2.5.           | diódák használata és alkalmazása | X                                  | X                                  |
| 2.5.           | egyenirányító dióda | X                                  | X                                  |
| 2.5.           | Zener-dióda | X                                  | X                                  |
| 2.5.           | fényemittáló dióda (LED) |                                    | X                                  |
| 2.5.           | kapacitásdióda (varicap) |                                    | X                                  |
| 2.5.           | záróirányú feszültség, áram és teljesítmény |                                    | X                                  |
| 2.6.           | Tranzisztor: | Tranzisztor:                       | Tranzisztor:                       |
| 2.6.           | a tranzisztor mint erősítő és oszcillátor | X                                  | X                                  |
| 2.6.           | pnp és npn tranzisztorok |                                    | X                                  |
| 2.6.           | erősítési tényező |                                    | X                                  |
| 2.6.           | térvezérlésű tranzisztor (n- és p-csatornás, j-FET) és bipoláris tranzisztor összehasonlítása                                                         |                                    | X                                  |
| 2.6.           | gate (vezérlőelektróda) és a source (forráselektróda) közötti ellenállás                                                                              |                                    | X                                  |
| 2.6.           | drain (nyelő) árama és feszültsége közötti viszony |                                    | X                                  |
| 2.6.           | tranzisztor földelt-emitteres, -bázisú és -kollektoros kapcsolásban: a kapcsolások be- és kimeneti impedanciája, az előfeszítés módszerei             |                                    | X                                  |
| 2.7.           | Egyéb: | Egyéb:                             | Egyéb:                             |
| 2.7.           | egyszerű termikus eszközök, elektroncsövek |                                    | X                                  |
| 2.7.           | feszültségek és impedanciák a nagyteljesítményű elektroncsöves fokozatokban, impedancia transzformálás                                                |                                    | X                                  |
| 2.7.           | egyszerű integrált áramkörök (beleértve a műveleti erősítőket)                                                                                        | X                                  | X                                  |
| 2.7.           | hőviszonyok egyszerű áramkörökben |                                    | X                                  |

| 3. Áramkörök | 3. Áramkörök                                                                                      | Vizsgafokozat szerinti követelmény | Vizsgafokozat szerinti követelmény |
| 3. Áramkörök | 3. Áramkörök                                                                                      | A (Alap)                           | B (HAREC)                          |
| 3.1.         | Alkatrészek kombinálása:                                                                          | Alkatrészek kombinálása:           | Alkatrészek kombinálása:           |
| ------------ | ------------------------------------------------------------------------------------------------- | ---------------------------------- | ---------------------------------- |
| 3.1.         | ellenállások, kondenzátorok, tekercsek, diódák és transzformátorok soros és párhuzamos kapcsolása | X                                  | X                                  |
| 3.1.         | áramok és feszültségek a fenti áramkörökben                                                       |                                    | X                                  |
| 3.1.         | nem ideális ellenállás, kondenzátor és tekercs nagyfrekvenciás viselkedése                        |                                    | X                                  |
| 3.2.         | Hangolt körök és szűrők:                                                                          | Hangolt körök és szűrők:           | Hangolt körök és szűrők:           |
| 3.2.         | soros és párhuzamos rezgőkörök impedanciája és frekvenciamenete                                   | X                                  | X                                  |
| 3.2.         | rezonanciafrekvencia                                                                              | X                                  | X                                  |
| 3.2.         | hangolt rezgőkör jósági tényezője                                                                 | X                                  | X                                  |
| 3.2.         | sávszélesség                                                                                      | X                                  | X                                  |
| 3.2.         | sáváteresztő szűrő                                                                                | X                                  | X                                  |
| 3.2.         | aluláteresztő, felüláteresztő, sáváteresztő és sávzáró szűrők passzív elemekből                   |                                    | X                                  |
| 3.2.         | szűrők frekvenciamenete                                                                           |                                    | X                                  |
| 3.2.         | Pí-szűrő és T-szűrő (Szűrőáramkörök topológiája)                                                  |                                    | X                                  |
| 3.2.         | kvarckristály, kvarcszűrő (Kristályoszcillátor)                                                   |                                    | X                                  |
| 3.2.         | nem ideális elemek hatásai                                                                        |                                    | X                                  |
| 3.3.         | Tápegység:                                                                                        | Tápegység:                         | Tápegység:                         |
| 3.3.         | félhullámú és teljeshullámú egyenirányító áramkörök, hídkapcsolású egyenirányító                  | X                                  | X                                  |
| 3.3.         | simító áramkörök                                                                                  | X                                  | X                                  |
| 3.3.         | kisfeszültségű tápegységek stabilizátor áramkörei                                                 |                                    | X                                  |
| 3.3.         | kapcsolóüzemű tápegységek, elválasztás, EMC                                                       |                                    | X                                  |
| 3.4.         | Erősítő:                                                                                          | Erősítő:                           | Erősítő:                           |
| 3.4.         | kisfrekvenciás erősítők                                                                           | X                                  | X                                  |
| 3.4.         | nagyfrekvenciás erősítők                                                                          | X                                  | X                                  |
| 3.4.         | erősítési tényező, erősítés szabályozása                                                          |                                    | X                                  |
| 3.4.         | amplitúdó-frekvencia jelleggörbe és sávszélesség                                                  | X                                  | X                                  |
| 3.4.         | A, AB, B és C osztályú erősítők                                                                   | X                                  | X                                  |
| 3.4.         | erősítők nemlineáris torzításai, túlvezérlés                                                      |                                    | X                                  |
| 3.5.         | Detektor: (Demodulátor)                                                                           | Detektor: (Demodulátor)            | Detektor: (Demodulátor)            |
| 3.5.         | AM detektor (burkoló detektor)                                                                    | X                                  | X                                  |
| 3.5.         | diódás detektor                                                                                   |                                    | X                                  |
| 3.5.         | produkt detektor és beat oszcillátor (BFO)                                                        |                                    | X                                  |
| 3.5.         | FM detektor (FM demodulátor)                                                                      | X                                  | X                                  |
| 3.6.         | Oszcillátor:                                                                                      | Oszcillátor:                       | Oszcillátor:                       |
| 3.6.         | visszacsatolás (szándékos és nem szándékos rezgések)                                              | X                                  | X                                  |
| 3.6.         | frekvenciát és a stabil rezgési feltételeket befolyásoló tényezők                                 | X                                  | X                                  |
| 3.6.         | LC oszcillátor                                                                                    |                                    | X                                  |
| 3.6.         | kristályoszcillátor, harmonikus (overtone) oszcillátor                                            |                                    | X                                  |
| 3.6.         | feszültségvezérelt oszcillátor (VCO)                                                              |                                    | X                                  |
| 3.6.         | fáziszaj                                                                                          |                                    | X                                  |
| 3.7.         | Fáziszárt hurok (PLL):                                                                            | Fáziszárt hurok (PLL):             | Fáziszárt hurok (PLL):             |
| 3.7.         | szabályozó hurok, komparátor áramkörök                                                            |                                    | X                                  |
| 3.7.         | frekvencia szintézis programozható osztóval a visszacsatoló hurokban                              |                                    | X                                  |

| 4. Vevők | 4. Vevők                                                                          | Vizsgafokozat szerinti követelmény                                                | Vizsgafokozat szerinti követelmény                                                |
| 4. Vevők | 4. Vevők                                                                          | A (Alap)                                                                          | B (HAREC)                                                                         |
| 4.1.     | Típusai:                                                                          | Típusai:                                                                          | Típusai:                                                                          |
| -------- | --------------------------------------------------------------------------------- | --------------------------------------------------------------------------------- | --------------------------------------------------------------------------------- |
| 4.1.     | egyenes vevő                                                                      | X                                                                                 | X                                                                                 |
| 4.1.     | egyszer- és kétszertranszponált szuperheterodin vevő                              | X                                                                                 | X                                                                                 |
| 4.2.     | Tömbvázlatok:                                                                     |                                                                                   |                                                                                   |
| 4.2.     | CW vevő (A1A)                                                                     | X                                                                                 | X                                                                                 |
| 4.2.     | AM vevő (A3E)                                                                     | X                                                                                 | X                                                                                 |
| 4.2.     | SSB vevő (J3E)                                                                    | X                                                                                 | X                                                                                 |
| 4.2.     | FM vevő (F3E)                                                                     | X                                                                                 | X                                                                                 |
| 4.3.     | Az egymást követő fokozatok működése és funkciója (tömbvázlat szintű ismertetés): | Az egymást követő fokozatok működése és funkciója (tömbvázlat szintű ismertetés): | Az egymást követő fokozatok működése és funkciója (tömbvázlat szintű ismertetés): |
| 4.3.     | nagyfrekvenciás erősítő (hangolható vagy fix átvitelű)                            | X                                                                                 | X                                                                                 |
| 4.3.     | oszcillátor (fix és szabályozható) helyi oszcillátor                              | X                                                                                 | X                                                                                 |
| 4.3.     | keverő                                                                            | X                                                                                 | X                                                                                 |
| 4.3.     | középfrekvenciás erősítő                                                          | X                                                                                 | X                                                                                 |
| 4.3.     | határoló                                                                          |                                                                                   | X                                                                                 |
| 4.3.     | detektor, beleértve a produkt detektort                                           | X                                                                                 | X                                                                                 |
| 4.3.     | hangfrekvenciás erősítő                                                           | X                                                                                 | X                                                                                 |
| 4.3.     | automatikus erősítésszabályozás (AGC)                                             |                                                                                   | X                                                                                 |
| 4.3.     | S-mérő                                                                            |                                                                                   | X                                                                                 |
| 4.3.     | zajzár                                                                            | X                                                                                 | X                                                                                 |
| 4.3.     | tápegység                                                                         |                                                                                   | X                                                                                 |
| 4.4.     | Vevők jellemzői (egyszerű leírásban tárgyalva):                                   | Vevők jellemzői (egyszerű leírásban tárgyalva):                                   | Vevők jellemzői (egyszerű leírásban tárgyalva):                                   |
| 4.4.     | szomszédos csatorna                                                               |                                                                                   | X                                                                                 |
| 4.4.     | szelektivitás                                                                     | X                                                                                 | X                                                                                 |
| 4.4.     | érzékenység                                                                       | X                                                                                 | X                                                                                 |
| 4.4.     | vevőzaj, zajtényező                                                               |                                                                                   | X                                                                                 |
| 4.4.     | stabilitás                                                                        |                                                                                   | X                                                                                 |
| 4.4.     | tükörfrekvencia                                                                   |                                                                                   | X                                                                                 |
| 4.4.     | lefulladás, vevő blokkolás                                                        |                                                                                   | X                                                                                 |
| 4.4.     | intermoduláció, keresztmoduláció                                                  |                                                                                   | X                                                                                 |
| 4.4.     | visszakeverés (fáziszaj)                                                          |                                                                                   | X                                                                                 |

| 5. Adók | 5. Adók                                                                           | Vizsgafokozat szerinti követelmény                                                | Vizsgafokozat szerinti követelmény                                                |
| 5. Adók | 5. Adók                                                                           | A (Alap)                                                                          | B (HAREC)                                                                         |
| 5.1     | Típusai:                                                                          | Típusai:                                                                          | Típusai:                                                                          |
| ------- | --------------------------------------------------------------------------------- | --------------------------------------------------------------------------------- | --------------------------------------------------------------------------------- |
| 5.1     | frekvenciaáttevéses (keveréses) és anélküli adók                                  | X                                                                                 | X                                                                                 |
| 5.2.    | Tömbvázlatok:                                                                     | Tömbvázlatok:                                                                     | Tömbvázlatok:                                                                     |
| 5.2.    | CW adó (A1A)                                                                      | X                                                                                 | X                                                                                 |
| 5.2.    | SSB adó (J3E)                                                                     | X                                                                                 | X                                                                                 |
| 5.2.    | FM adó (F3E)                                                                      | X                                                                                 | X                                                                                 |
| 5.3.    | Az egymást követő fokozatok működése és funkciója (tömbvázlat szintű ismertetés): | Az egymást követő fokozatok működése és funkciója (tömbvázlat szintű ismertetés): | Az egymást követő fokozatok működése és funkciója (tömbvázlat szintű ismertetés): |
| 5.3.    | keverő                                                                            | X                                                                                 | X                                                                                 |
| 5.3.    | oszcillátor (kristályoszcillátor, VFO)                                            | X                                                                                 | X                                                                                 |
| 5.3.    | elválasztó fokozat                                                                | X                                                                                 | X                                                                                 |
| 5.3.    | meghajtó                                                                          | X                                                                                 | X                                                                                 |
| 5.3.    | frekvenciatöbbszöröző                                                             | X                                                                                 | X                                                                                 |
| 5.3.    | teljesítményerősítő                                                               | X                                                                                 | X                                                                                 |
| 5.3.    | kimeneti illesztés                                                                | X                                                                                 | X                                                                                 |
| 5.3.    | kimeneti szűrő (Pí-szűrő)                                                         | X                                                                                 | X                                                                                 |
| 5.3.    | frekvenciamodulátor (Modulátor)                                                   | X                                                                                 | X                                                                                 |
| 5.3.    | fázismodulátor                                                                    | X                                                                                 | X                                                                                 |
| 5.3.    | SSB modulátor                                                                     | X                                                                                 | X                                                                                 |
| 5.3.    | kristályszűrő                                                                     |                                                                                   | X                                                                                 |
| 5.3.    | tápegység                                                                         |                                                                                   | X                                                                                 |
| 5.4.    | Adók jellemzői (egyszerű leírásban tárgyalva):                                    | Adók jellemzői (egyszerű leírásban tárgyalva):                                    | Adók jellemzői (egyszerű leírásban tárgyalva):                                    |
| 5.4.    | frekvenciastabilitás                                                              | X                                                                                 | X                                                                                 |
| 5.4.    | rádiófrekvenciás sávszélesség                                                     | X                                                                                 | X                                                                                 |
| 5.4.    | oldalsávok                                                                        | X                                                                                 | X                                                                                 |
| 5.4.    | hangfrekvenciás tartomány                                                         |                                                                                   | X                                                                                 |
| 5.4.    | nemlinearitás (harmonikus és intermodulációs torzítás)                            |                                                                                   | X                                                                                 |
| 5.4.    | kimeneti impedancia                                                               |                                                                                   | X                                                                                 |
| 5.4.    | kimenő teljesítmény                                                               | X                                                                                 | X                                                                                 |
| 5.4.    | hatásfok                                                                          |                                                                                   | X                                                                                 |
| 5.4.    | frekvencialöket                                                                   |                                                                                   | X                                                                                 |
| 5.4.    | modulációs index                                                                  |                                                                                   | X                                                                                 |
| 5.4.    | CW billentyűzési kattogás, csipogás                                               |                                                                                   | X                                                                                 |
| 5.4.    | SSB túlvezérlés és fröcskölés (Splattering)                                       |                                                                                   | X                                                                                 |
| 5.4.    | zavaró nagyfrekvenciás kisugárzások                                               | X                                                                                 | X                                                                                 |
| 5.4.    | készüléksugárzások                                                                |                                                                                   | X                                                                                 |
| 5.4.    | fáziszaj                                                                          |                                                                                   | X                                                                                 |

| 6. Antennák és tápvonalak | 6. Antennák és tápvonalak                                                                 | Vizsgafokozat szerinti követelmény                   | Vizsgafokozat szerinti követelmény                   |
| 6. Antennák és tápvonalak | 6. Antennák és tápvonalak                                                                 | A (Alap)                                             | B (HAREC)                                            |
| 6.1.                      | Antennák típusai: (Primer sugárzó, Parazita sugárzó)                                      | Antennák típusai: (Primer sugárzó, Parazita sugárzó) | Antennák típusai: (Primer sugárzó, Parazita sugárzó) |
| ------------------------- | ----------------------------------------------------------------------------------------- | ---------------------------------------------------- | ---------------------------------------------------- |
| 6.1.                      | középen táplált félhullámú antenna                                                        | X                                                    | X                                                    |
| 6.1.                      | végén táplált félhullámú antenna                                                          | X                                                    | X                                                    |
| 6.1.                      | hajlított dipól                                                                           |                                                      | X                                                    |
| 6.1.                      | negyedhullámú függőleges antenna (földelt alap) (Ground-plane antenna, Koaxiális antenna) | X                                                    | X                                                    |
| 6.1.                      | parazitaelemes antenna (Yagi)                                                             | X                                                    | X                                                    |
| 6.1.                      | apertúra antenna (parabolikus reflektor, tölcsérantenna)                                  |                                                      | X                                                    |
| 6.1.                      | többsávos antennák (trap dipól)                                                           |                                                      | X                                                    |
| 6.2.                      | Antennák jellemzői:                                                                       | Antennák jellemzői:                                  | Antennák jellemzői:                                  |
| 6.2.                      | feszültség és áram eloszlása az antennán (Primer sugárzó, Hosszú sugárzó)                 |                                                      | X                                                    |
| 6.2.                      | impedancia a betáplálási ponton                                                           | X                                                    | X                                                    |
| 6.2.                      | nem rezonáns antenna kapacitív vagy induktív impedanciája                                 |                                                      | X                                                    |
| 6.2.                      | polarizáció                                                                               | X                                                    | X                                                    |
| 6.2.                      | antenna irányítottsága, hatásfoka nyeresége (Antennanyereség)                             | X                                                    | X                                                    |
| 6.2.                      | besugárzott terület                                                                       |                                                      | X                                                    |
| 6.2.                      | effektív kisugárzott teljesítmény (ERP, EIRP)                                             | X                                                    | X                                                    |
| 6.2.                      | előre-hátra viszony                                                                       | X                                                    | X                                                    |
| 6.2.                      | vízszintes és függőleges sugárzási diagramok (iránykarakterisztika)                       | X                                                    | X                                                    |
| 6.3.                      | Tápvonalak:                                                                               | Tápvonalak:                                          | Tápvonalak:                                          |
| 6.3.                      | párhuzamos vezetőkből álló tápvonal                                                       |                                                      | X                                                    |
| 6.3.                      | koaxiális kábel, csatlakozók                                                              | X                                                    | X                                                    |
| 6.3.                      | hullámvezető                                                                              |                                                      | X                                                    |
| 6.3.                      | hullámimpedancia (Z0)                                                                     |                                                      | X                                                    |
| 6.3.                      | állóhullámarány                                                                           | X                                                    | X                                                    |
| 6.3.                      | veszteségek                                                                               | X                                                    | X                                                    |
| 6.3.                      | balun                                                                                     | X                                                    | X                                                    |
| 6.3.                      | antennaillesztés (Fojtóbalun, Félhullámú szimmetrizáló)                                   | X                                                    | X                                                    |
| 6.3.                      | antennahangoló egységek szerepe (Pí-tag, T-tag) (Collins szűrő)                           | X                                                    | X                                                    |

| 7. Hullámterjedés | 7. Hullámterjedés                    | Vizsgafokozat szerinti követelmény | Vizsgafokozat szerinti követelmény |
| 7. Hullámterjedés | 7. Hullámterjedés                    | A (Alap)                           | B (HAREC)                          |
| --- | ------------------------------------ | ---------------------------------- | ---------------------------------- |
| | szakasz-csillapítás, jel-zaj viszony |                                    | X                                  |
| közvetlen átlátás (szabadtéri terjedés, a távolság négyzetével fordított arányú törvényszerűség) (Szabadtéri csillapítás)                                                                   |                                      | X                                  |                                    |
| ionoszféra rétegek és hatásuk (Térhullám) | X                                    | X                                  |                                    |
| ionoszféra rétegeinek hatása a rövidhullámok terjedésére (Térhullám, Rövidhullámú rádióamatőr sávok)                                                                                        | X                                    | X                                  |                                    |
| a Nap hatása az ionoszférára (Térhullám, Ionoszféra) |                                      | X                                  |                                    |
| többutas terjedés az ionoszférában (Térhullám) |                                      | X                                  |                                    |
| kritikus frekvencia (Térhullám, Rádióhullámok terjedése ionizált gázokban) |                                      | X                                  |                                    |
| maximális használható frekvencia (MUF) (Térhullám, Rádióhullámok terjedése ionizált gázokban)                                                                                               |                                      | X                                  |                                    |
| felületihullám, térhullám, kisugárzási szög és áthidalt távolság | X                                    | X                                  |                                    |
| fading | X                                    | X                                  |                                    |
| troposzférikus terjedés (Duct-jelenség, szóródás) | X                                    | X                                  |                                    |
| antenna magasságának hatása az áthidalható távolságra (rádióhorizont) | X                                    | X                                  |                                    |
| szórt (sporadikus) E-visszaverődés |                                      | X                                  |                                    |
| meteor-nyomvonalas terjedés |                                      | X                                  |                                    |
| Hold-visszaverődés |                                      | X                                  |                                    |
| galaktikus zajok (Rádióhullámok terjedése kozmikus térségben, Rádiócsillagászat, Kozmikus háttérsugárzás)                                                                                   |                                      | X                                  |                                    |
| földi eredetű zajok (termikus zaj) |                                      | X                                  |                                    |
| atmoszférikus zajok (távoli villámlás) |                                      | X                                  |                                    |
| időjárási viszonyok hatása a VHF és UHF terjedésre | X                                    | X                                  |                                    |
| RH, URH és a mikrohullámú terjedés sajátosságai (Centiméteres hullám, Milliméteres hullámok )                                                                                               | X                                    | X                                  |                                    |
| Napfolt-ciklus és hatása a rádiótávközlésre | X                                    | X                                  |                                    |
| terjedési előrejelzésekhez szükséges ismeretek: domináns zajforrások, jel-zaj viszony, legkisebb vehető jelszint, szakasz, antennanyereség, tápvonal csillapítás, legkisebb adóteljesítmény |                                      | X                                  |                                    |

| 8. Mérések | 8. Mérések                                                                                                 | Vizsgafokozat szerinti követelmény | Vizsgafokozat szerinti követelmény |
| 8. Mérések | 8. Mérések                                                                                                 | A (Alap)                           | B (HAREC)                          |
| 8.1.       | Mérések végzése:                                                                                           | Mérések végzése:                   | Mérések végzése:                   |
| ---------- | --- | ---------------------------------- | ---------------------------------- |
| 8.1.       | egyen és váltakozó feszültség és áram mérése                                                               | X                                  | X                                  |
| 8.1.       | mérési hibák: frekvencia, hullámalak és a műszerek belső ellenállásának hatása a mérés pontosságára        |                                    | X                                  |
| 8.1.       | ellenállás mérése                                                                                          | X                                  | X                                  |
| 8.1.       | egyenáramú és rádiófrekvenciás teljesítmény mérése: átlagos teljesítmény, csúcs burkoló teljesítmény (PEP) | X                                  | X                                  |
| 8.1.       | feszültség- állóhullámarány (VSWR) mérése                                                                  | X                                  | X                                  |
| 8.1.       | rádiófrekvenciás jel és burkolójának hullámalak-mérése                                                     |                                    | X                                  |
| 8.1.       | frekvenciamérés                                                                                            | X                                  | X                                  |
| 8.1.       | rezonanciafrekvencia mérése                                                                                |                                    | X                                  |
| 8.2.       | Mérőműszerek:                                                                                              | Mérőműszerek:                      | Mérőműszerek:                      |
| 8.2.       | rádiófrekvenciás teljesítménymérő                                                                          | X                                  | X                                  |
| 8.2.       | reflektométer híd, állóhullámarány-mérő (SWR-mérő)                                                         | X                                  | X                                  |
| 8.2.       | abszorbciós frekvenciamérő                                                                                 |                                    | X                                  |
| 8.2.       | jelgenerátor                                                                                               |                                    | X                                  |
| 8.2.       | oszcilloszkóp                                                                                              |                                    | X                                  |
| 8.2.       | spektrumanalizátor                                                                                         |                                    | X                                  |
| 8.2.       | műterhelés                                                                                                 | X                                  | X                                  |

| 9. Zavarkibocsátás és zavartűrés | 9. Zavarkibocsátás és zavartűrés | Vizsgafokozat szerinti követelmény                                                           | Vizsgafokozat szerinti követelmény                                                           |
| 9. Zavarkibocsátás és zavartűrés | 9. Zavarkibocsátás és zavartűrés | A (Alap)                                                                                     | B (HAREC)                                                                                    |
| 9.1.                             | Zavarok elektronikus berendezésekben: | Zavarok elektronikus berendezésekben:                                                        | Zavarok elektronikus berendezésekben:                                                        |
| -------------------------------- | --- | -------------------------------------------------------------------------------------------- | -------------------------------------------------------------------------------------------- |
| 9.1.                             | blokkolás |                                                                                              | X                                                                                            |
| 9.1.                             | intermoduláció | X                                                                                            | X                                                                                            |
| 9.1.                             | zavarok a hasznos jelben (TV, rádió) | X                                                                                            | X                                                                                            |
| 9.1.                             | zavarok a hangfrekvenciás áramkörökben | X                                                                                            | X                                                                                            |
| 9.2.                             | Zavarok oka elektronikus berendezésekben: (Rádiófrekvenciás zavarok)                                                                                             | Zavarok oka elektronikus berendezésekben: (Rádiófrekvenciás zavarok)                         | Zavarok oka elektronikus berendezésekben: (Rádiófrekvenciás zavarok)                         |
| 9.2.                             | adó térerőssége | X                                                                                            | X                                                                                            |
| 9.2.                             | adó zavaró sugárzásai | X                                                                                            | X                                                                                            |
| 9.2.                             | nemkívánatos hatás a berendezésre: az antennabemenet felől, más csatolt vonalak felől (hálózat, hangszóró, csatlakoztatott kivezetés) és a közvetlen sugárzásból |                                                                                              | X                                                                                            |
| 9.3.                             | A zavarok elleni védekezés módjai, a zavarok megelőzésére és elhárítására tett intézkedések:                                                                     | A zavarok elleni védekezés módjai, a zavarok megelőzésére és elhárítására tett intézkedések: | A zavarok elleni védekezés módjai, a zavarok megelőzésére és elhárítására tett intézkedések: |
| 9.3.                             | szűrés | X                                                                                            | X                                                                                            |
| 9.3.                             | csatolásmentesítés | X                                                                                            | X                                                                                            |
| 9.3.                             | árnyékolás | X                                                                                            | X                                                                                            |
| 9.3.                             | jó RF földelés |                                                                                              | X                                                                                            |
| 9.3.                             | teljesítmény csökkentés | X                                                                                            | X                                                                                            |
| 9.3.                             | adó- és TV-antenna eltávolítása egymástól | X                                                                                            | X                                                                                            |
| 9.3.                             | egyik végén táplált félhullámú antenna elkerülése | X                                                                                            | X                                                                                            |
| 9.3.                             | jó viszony a szomszédokkal | X                                                                                            | X                                                                                            |

## II. Biztonságtechnikai tárgykör
| 10. Villamos biztonságtechnika | 10. Villamos biztonságtechnika                                                                         | Vizsgafokozat szerinti követelmény | Vizsgafokozat szerinti követelmény |
| 10. Villamos biztonságtechnika | 10. Villamos biztonságtechnika                                                                         | A (Alap)                           | B (HAREC)                          |
| 10.1.                          | Életvédelem:                                                                                           | Életvédelem:                       | Életvédelem:                       |
| ------------------------------ | --- | ---------------------------------- | ---------------------------------- |
| 10.1.                          | villamos áram hatása az emberi szervezetre                                                             | X                                  | X                                  |
| 10.1.                          | áramütés elleni megelőző intézkedések, eljárás balesetek esetén                                        | X                                  | X                                  |
| 10.1.                          | az elektromágneses tér egészségügyi hatása                                                             |                                    | X                                  |
| 10.2.                          | Hálózati táplálás és veszélyei:                                                                        | Hálózati táplálás és veszélyei:    | Hálózati táplálás és veszélyei:    |
| 10.2.                          | hálózati táplálás veszélyei                                                                            | X                                  | X                                  |
| 10.2.                          | az elektromos hálózatok vezetékeinek – a nullavezető, a fázisvezető és a földelő vezető – színjelzései | X                                  | X                                  |
| 10.2.                          | védőföldelés                                                                                           | X                                  | X                                  |
| 10.2.                          | túláram és zárlat elleni védelem, gyors- és lassú biztosítók                                           | X                                  | X                                  |
| 10.2.                          | a kettős szigetelés                                                                                    | X                                  | X                                  |
| 10.3.                          | Nagyfeszültség veszélyei:                                                                              | Nagyfeszültség veszélyei:          | Nagyfeszültség veszélyei:          |
| 10.3.                          | egyenfeszültségek, kis- és nagyfrekvenciás váltófeszültségek veszélyei                                 | X                                  | X                                  |
| 10.3.                          | a feltöltött kondenzátor veszélye                                                                      | X                                  | X                                  |
| 10.4.                          | Villámcsapás:                                                                                          | Villámcsapás:                      | Villámcsapás:                      |
| 10.4.                          | a védekezés fajtái (antenna elhelyezés, villámáram felfogó-, levezető kialakítása)                     | X                                  | X                                  |
| 10.4.                          | berendezések földelése                                                                                 | X                                  | X                                  |

## IV.     Jogi tárgykör:
| Az amatőrszolgálatokra vonatkozó nemzeti és nemzetközi szabályok | Az amatőrszolgálatokra vonatkozó nemzeti és nemzetközi szabályok                        | Vizsgafokozat szerinti követelmény                                                      | Vizsgafokozat szerinti követelmény                                                      |
| Az amatőrszolgálatokra vonatkozó nemzeti és nemzetközi szabályok | Az amatőrszolgálatokra vonatkozó nemzeti és nemzetközi szabályok                        | A (Alap)                                                                                | B (HAREC)                                                                               |
| 1.                                                               | Nemzetközi Távközlési Egyesület (ITU) Rádiótávközlési Szabályzata                       | Nemzetközi Távközlési Egyesület (ITU) Rádiótávközlési Szabályzata                       | Nemzetközi Távközlési Egyesület (ITU) Rádiótávközlési Szabályzata                       |
| ---------------------------------------------------------------- | --------------------------------------------------------------------------------------- | --------------------------------------------------------------------------------------- | --------------------------------------------------------------------------------------- |
| 1.                                                               | amatőrszolgálat és műholdas amatőrszolgálat definíciója                                 | X                                                                                       | X                                                                                       |
| 1.                                                               | az amatőrállomás meghatározása                                                          | X                                                                                       | X                                                                                       |
| 1.                                                               | a Nemzetközi Rádiószabályzat 25. cikke (rádióadások azonosítása)                        | X                                                                                       | X                                                                                       |
| 1.                                                               | rádióamatőr-frekvenciasávok                                                             | X                                                                                       | X                                                                                       |
| 1.                                                               | az amatőrszolgálatok szolgálati kategóriája                                             | X                                                                                       | X                                                                                       |
| 1.                                                               | az ITU rádiós körzetei                                                                  | X                                                                                       | X                                                                                       |
| 1.                                                               | adások jelölése                                                                         | X                                                                                       | X                                                                                       |
| 2.                                                               | Postai és Távközlési Igazgatások Európai Értekezlete (CEPT) által kiadott szabályozások | Postai és Távközlési Igazgatások Európai Értekezlete (CEPT) által kiadott szabályozások | Postai és Távközlési Igazgatások Európai Értekezlete (CEPT) által kiadott szabályozások |
| 2.                                                               | amatőrállomások ideiglenes használata CEPT tagországokban                               | X                                                                                       | X                                                                                       |
| 3.                                                               | Nemzeti jogszabályok engedélyezési feltételek                                           | Nemzeti jogszabályok engedélyezési feltételek                                           | Nemzeti jogszabályok engedélyezési feltételek                                           |
| 3.                                                               | rádióamatőrökre vonatkozó nemzeti jogszabályok                                          | X                                                                                       | X                                                                                       |
| 3.                                                               | engedélyezési feltételek                                                                | X                                                                                       | X                                                                                       |
| 3.                                                               | naplózási ismeretek bemutatása: naplóvezetés, annak célja és a rögzített adatok         | X                                                                                       | X                                                                                       |